# Hiromu Arakawa
Hiromu ArakawaArakawa Hiromu (荒川弘) (8 de maig de 1973) és una mangaka japonesa d'Hokkaidō. El seu nom real és Hiromi Arakawa (荒川弘美, Arakawa Hiromi). El seu renomenat Fullmetal Alchemist, es va convertir en un èxit, que més tard fou adaptat en un anime.

## Obres
- Stray Dog (1999)
- Shanghai Yōmakikai (上海妖魔鬼怪, lit. "Els dimonis fantasma de Shanghai") (2000)
- Fullmetal Alchemist (鋼の錬金術師, Hagane no Renkinjutsushi, lit. "L'alquimista d'acer") (2001–2010)
- Raiden-18 (2005–2021)
- Sōten no Kōmori (蒼天の蝙蝠, lit. "Un ratpenat al cel blau") (2006)
- Hero Tales (獣神演武, Jūshin Enbu, lit."Històries d'herois") (2006–2010)
- Hyakushō Kizoku (百姓貴族, lit. "El pagès honorable") (2006–present)
- Silver Spoon (銀の匙, Gin no Saji, lit."La cullera de plata") (2011–2019)
- The Heroic Legend of Arslan (アルスラーン戦記, Arusurān Senki, lit. "La guerra d'Arslan") (2013–actualitat)
- Daemons of the Shadow Realm (黄泉のツガイ, Yomi no Tsugai, lit. "La frontissa de l'inframón") (2021–actualitat)